# Südasienspiele 2004/Badminton
Bei den Südasienspielen 2004 wurden vom 29. März bis zum 7. April in der Rodham Hall im Pakistan Sports Complex in Islamabad sieben Badmintonwettbewerbe ausgetragen.

## Medaillengewinner
| Disziplin    | Gold | Silber | Bronze |
| ------------ | --- | --- | --- |
| Herreneinzel | Chetan Anand | Abhinn Shyam Gupta | U. D. R. P. Kumara                                                                                             |
| Herreneinzel | Chetan Anand | Abhinn Shyam Gupta | Wajid Ali Chaudhry                                                                                             |
| Dameneinzel  | Trupti Murgunde | B. R. Meenakshi | Renu Hettiarachchige                                                                                           |
| Dameneinzel  | Trupti Murgunde | B. R. Meenakshi | Pameesha Dishanthi                                                                                             |
| Herrendoppel | Rupesh Kumar Markose Bristow | Jaseel P. Ismail J. B. S. Vidyadhar                                                                                            | Duminda Jayakody Thushara Edirisinghe                                                                          |
| Herrendoppel | Rupesh Kumar Markose Bristow | Jaseel P. Ismail J. B. S. Vidyadhar                                                                                            | Rizwan Rana Omar Zeeshan                                                                                       |
| Damendoppel  | Jwala Gutta Shruti Kurien | Fathima Nazneen Manjusha Kanwar                                                                                                | Renu Hettiarachchige Pameesha Dishanthi                                                                        |
| Damendoppel  | Jwala Gutta Shruti Kurien | Fathima Nazneen Manjusha Kanwar                                                                                                | Asma Butt Uzma Butt                                                                                            |
| Mixed        | Jaseel P. Ismail Jwala Gutta | Markose Bristow Manjusha Kanwar                                                                                                | Mirza Ali Yar Beg Saima Manzoor                                                                                |
| Mixed        | Jaseel P. Ismail Jwala Gutta | Markose Bristow Manjusha Kanwar                                                                                                | Thushara Edirisinghe Renu Hettiarachchige                                                                      |
| Herrenteam   | Indien Abhinn Shyam Gupta Chetan Anand Rupesh Kumar Jaseel P. Ismail J. B. S. Vidyadhar Utsav Mishra Markose Bristow Hemant Duggal | Pakistan Wajid Ali Chaudhry Ahsan Qamar Omar Zeeshan Rizwan Rana Mir Tahir Ishaque Mirza Ali Yar Beg Waqas Masood Ashraf Masih | Sri Lanka Niluka Karunaratne U. D. R. P. Kumara Chameera Kumarapperuma Duminda Jayakody Niroshan John          |
| Damenteam    | Indien B. R. Meenakshi Trupti Murgunde Krishna Deka Raja Aparna Balan Jwala Gutta Shruti Kurien Fathima Nazneen Manjusha Kanwar    | Sri Lanka Renu Hettiarachchige Pameesha Dishanthi Nadeesha Gayanthi Rasangi Kalpana Amali Amarasinghe Thilini Jayasinghe       | Pakistan Asma Butt Ayesha Akram Uzma Butt Farzana Saleem Saima Manzoor Farzana Shaheen Zahida Ali Sadia Arshad |

## Medaillenspiegel
| Rang   | Land      | Gold | Silber | Bronze | Gesamt |
| ------ | --------- | ---- | ------ | ------ | ------ |
| 1      | Indien    | 7    | 5      | 0      | 12     |
| 2      | Sri Lanka | 0    | 1      | 7      | 8      |
| 3      | Pakistan  | 0    | 1      | 5      | 6      |
| Gesamt | Gesamt    | 7    | 7      | 12     | 26     |